# Elecciones estatales de Guanajuato de 1997
Las elecciones estatales de Guanajuato de 1997 se llevaron a cabo el domingo 6 de julio de 1997, simultáneamente con las Elecciones federales y en ellas se renovaron los cargos de elección popular en el estado mexicano de Guanajuato:
- 46 Ayuntamientos. Compuestos por un Presidente Municipal y regidores, electo para un período de tres años no reelegibles de ninguna manera consecutiva.
- Diputado al Congreso del Estado. Electos por cada mayoría relativa de los distritos electorales y representación proporcional.

## Resultados Electorales

### Municipios

#### Ayuntamiento de Guanajuato
- Luis Felipe Luna Obregón Hecho

#### Ayuntamiento de León
- Jorge Carlos Obregón Serrano  Hecho

#### Ayuntamiento de Salamanca
- Samuel Alcocer Flores  Hecho

#### Ayuntamiento de Dolores Hidalgo
- José de Jesús Hernández  Hecho

#### Ayuntamiento de Celaya
- Ricardo Suárez Inda  Hecho

#### Ayuntamiento de Abasolo
- Eduardo Martínez Pérez  Hecho

#### Ayuntamiento de San Felipe
- Juan Ramón Hernández Araiza  Hecho

#### Ayuntamiento de Irapuato
- Salvador López Godínez  Hecho

#### Ayuntamiento de Salvatierra
- Moisés Ramírez Patiño  Hecho

#### Ayuntamiento de Acámbaro
- José Ignacio Nares Luna  Hecho

#### Ayuntamiento de Silao
- Luis Gerardo Valdovino Fuentes  Hecho

#### Ayuntamiento de San Miguel de Allende
- Salvador García González  Hecho

#### Ayuntamiento de San Francisco del Rincón
- Eusebio Moreno Muñoz  Hecho

#### Ayuntamiento de Yuriria
- Pedro Gaviña Gonzalez  Hecho

#### Ayuntamiento de Comonfort
- José Alberto Méndez Pérez  Hecho

#### Ayuntamiento de Valle de Santiago
- Manuel Arredondo Franco  Hecho

#### Ayuntamiento de Victoria
- Juan Carmen Chavero González  Hecho

#### Ayuntamiento de Villagrán
- Rogelio Tovar López  Hecho